# Дональд I
Дональд I (гельск. — Domnall mac Ailpín; 812–862) — Домналл мак Альпін — король Шотландії з 858 до 862 року, король піктів. Походив з династії МакАльпінів. Правив після свого брата Кеннета I, успадкувавши від нього трон королівства піктів.

## Життєпис
Був сином Альпіна II, короля Дал Ріади, та піктської принцеси. Стосовно молодих років Дональда мало відомостей. Ймовірно він брав участь у захопленні його братом Кеннетом королівства Піктського й встановлення влади МакАльпінів над державою піктів. Після смерті Кеннета I Дональд успадкував владу над королівством скотів та піктів.
Дональд I продовжував політику попередника із зміцнення династії всередині країни. Для цього була проведена правова реформа — закони, впроваджені Аїдом, сином Еохеда, королем Дал Ріади, були розповсюджені й на захоплені землі піктів.
Втім раптова смерть завадила королю Дональду продовжити свою справу. Він помер 13 квітня 862 року й був похований на острові Іона.
Від короля Дональда I ведуть своє походження шотландські клани:
- МакГрегорів
- МакКуаррі
- МакКіннон

## Родина
- син Гірік.